# سكوليمس إسباني
السكوليمس الإسباني أو السنًارية الإسبانية (باللاتينية: Scolymus hispanicus) نوع نباتي ينتمي إلى جنس السكوليمس من الفصيلة النجمية.

## البيئة والانتشار
موطنه المغرب العربي ومصر وبلاد الشام وجنوب أوروبا والقوقاز والمغرب العربي.
ينتشر السكوليمس الاسباني في القطع الزراعية القابلة للزراعة المهملة، وبغيرها الغير قابلة للزراعة، نجده على حواف الطرقات، في الأراضي البور.

## الوصف النباتي
السكوليمس الأسباني هي نبتة قوية ومعمرة نجدها في الأراضي البور أو في الحقول وكافة المسارات وحافة الطرقات.
تتميز النبتة بسهولة انتشارها، وصعوبة التخلص منها حيث تعتبر خطرة على المحاصيل الزراعية، فهي تتكاثر بسرعة، ويتم التخلص منها فقط وفق مبيدات عضوية أو كيمياوية لتكون الأرص صالحة للزراعة.
يصل طول نبتة السكوليمس من 30 سم حتى متر واحد.
تتميز نبتة السكوليمس في لون نوارها الأصفر وسيقانها القوية، كما أن أوراقها لها منظر متنوع نتيجة تلون العروق ووجود العلامات الملونة بها، كما أنها تحتوي على سائل لبني.
الأوراق السفلية التي تكون في أسفل الساق بالغالب تكون قوية وبها أشواك قوية أيضا، بينما الأوراق القاعدية تكون أقل قوة وتميل بشكلها إلى الجناحية، تأخذ الأوراق في باقي النبتة شكلها البيضاوي المسنن والساق له تفرعات جناحية مليئة باللأشواك.
في أعلى نبتة السكوليمس سنجد النوار وهي زهرة صفراء اللون حيث تظهر من شهر ماي حتى أكتوبر.
يستخدم السكوليمس في الطبخ في غالبية بلدان المغرب العربي وبلاد الشام وتحديدا فلسطين. وأيضا له العديد من الفوائد الصحية لذا فهو يستخدم أيضا للطب البديل الطبيعي.
وما يميز نبتة السكوليمس أو السنارية أنها غنية بالألياف، مما يمنحها خصائص لعبور التنظيم المعوي، وهي أيضا غنية بالمغنيزيوم والبوتاسيوم، والكالسيوم وتحتوي على سكر طبيعي قابل للذوبان أي أنه لا يضر من يعانون من مرض السكري.
إضافة لوجودها في تناول اليد في الطبيعة وبين الطرقات.

## مرادفات للاسم العلمي
الأسم العلمي هو سكوليمس الأسباني، وهو نوع نباتي شوكي ينتمي إلى صنف السكوليمس وإلى الفصيلة النجمية، وهي عائلة كبيرة من النباتات الثنائية الفلقة، وتسمى أيضا المركبة.
تشمل عائلة السكوليمس ما يقارب 23500 نوع، مقسمة إلى 1600 جنس، من ما يجعلها ثاني أكبر عائلة في عالم النباتات المزهرة.
للسكوليمس الأسباني أسماء عدة حيث يتغير وفق المناطق:
♦ الكرنينة
♦السكوليمس الاسباني
♦السنارية الأسبانية
♦الشوك الأصفر
♦العصفر
♦شوك العصافير

## السكوليمس الاسباني (السنارية)على الطريقة الفلسطينية
يقال أن جيل النكبة في فلسطين كان يأكل السنارية أو السكوليمس الاسباني وفق اسمه العلمي نيا، أي فأنهم يقومون بخلعه وتنظيفه من الشوك وأكله، يستخدمونه كأضافة لذيذة للسلطة، وأيضا كانوا يقومون بطهيه والعمل منه حوسة السنارية كما يسمونها، فبعد خلعه من حواف الطرقات أو أراضي البور، يقومون بتنظيفه باستخدام السكين من ثم يتم تقطيعه وتقطيع البصل والثومة واضافتهم للزيت وحوس السنارية بالزيت والبصل والثومة كما باقي الأكلات الفلسطينية في فصل الشتاء.

## السكوليمس الاسباني (الكرنينة) على طريقة المغرب العربي
اللحم بالكرنينة
يتم قطف الكرنينة وتنظيفها من الشوك باستخدام السكينة من ثم غسلها وتقطيعها، يتم اضافتها إلى اللحم أو الدجاج المسلوق مع المرقة والمطيبات وطهيهم سويا لمدة نصف ساعة.

## معرض صور

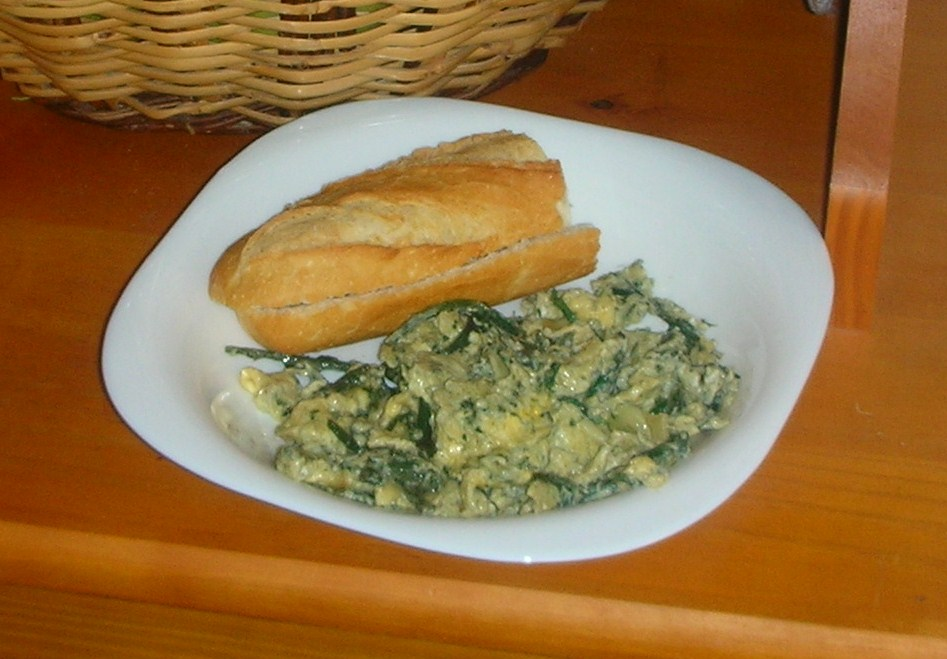
بيض مخفوق بالسكوليمس
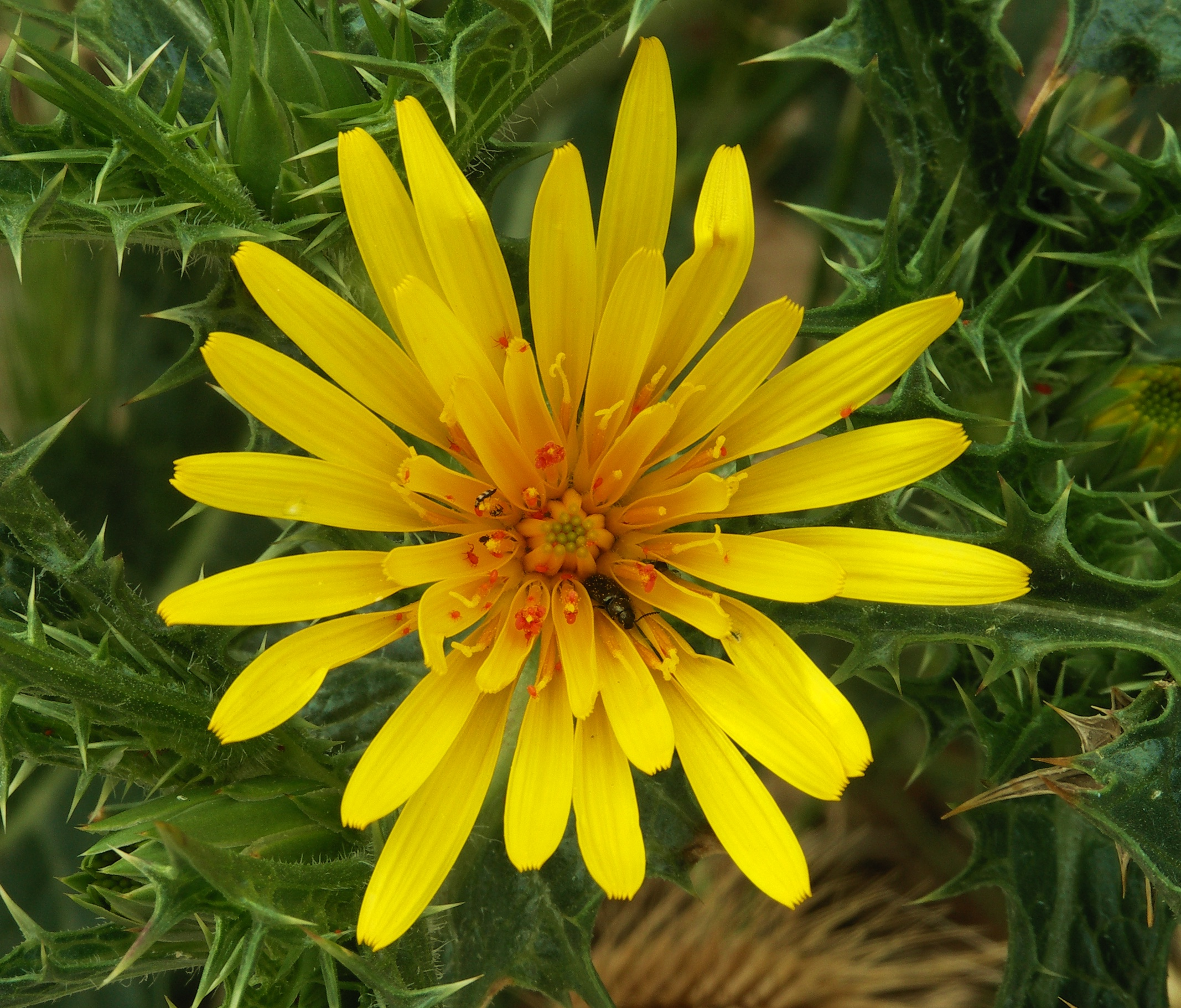
زهرة نبتة السكوليمس
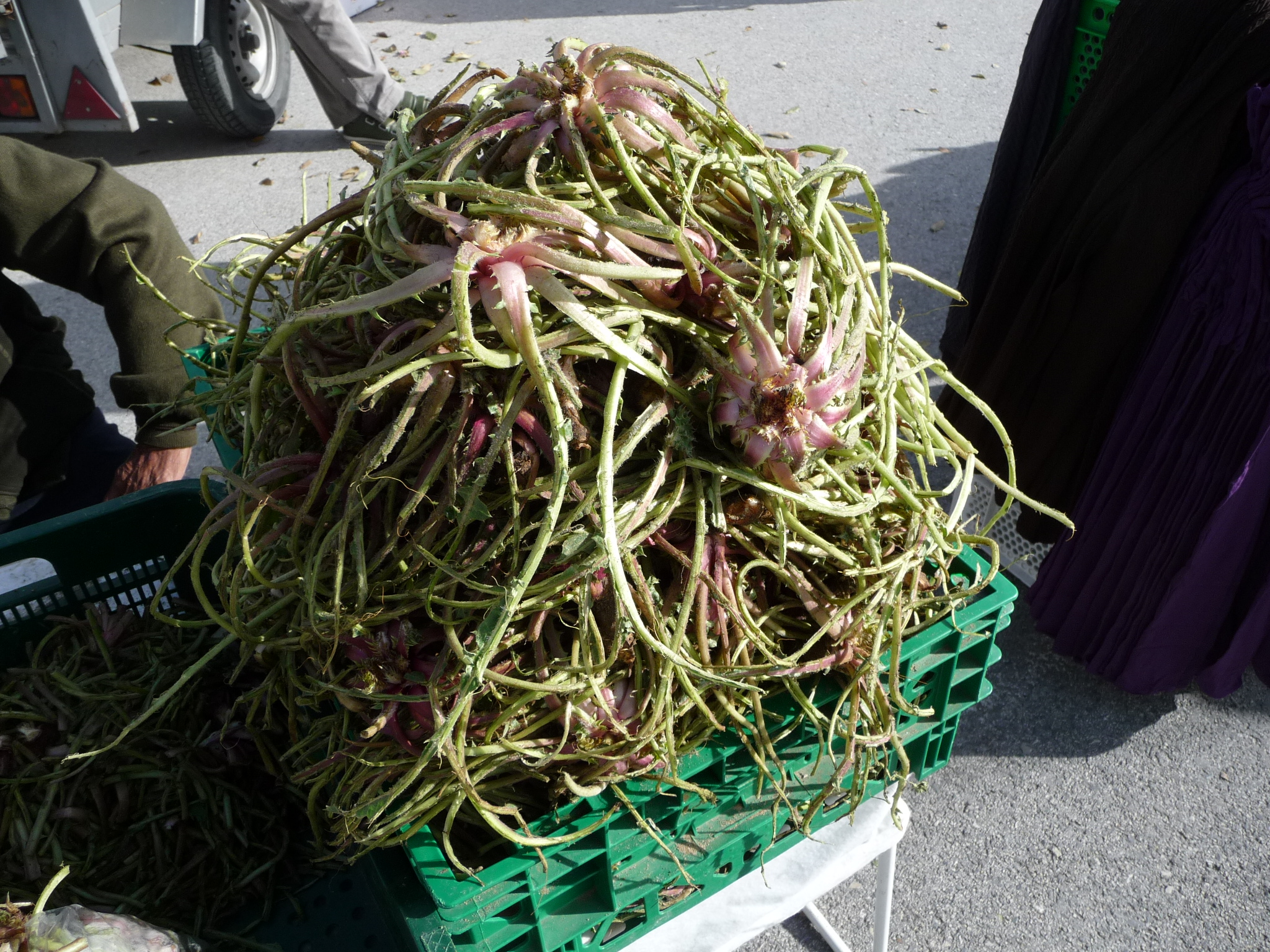
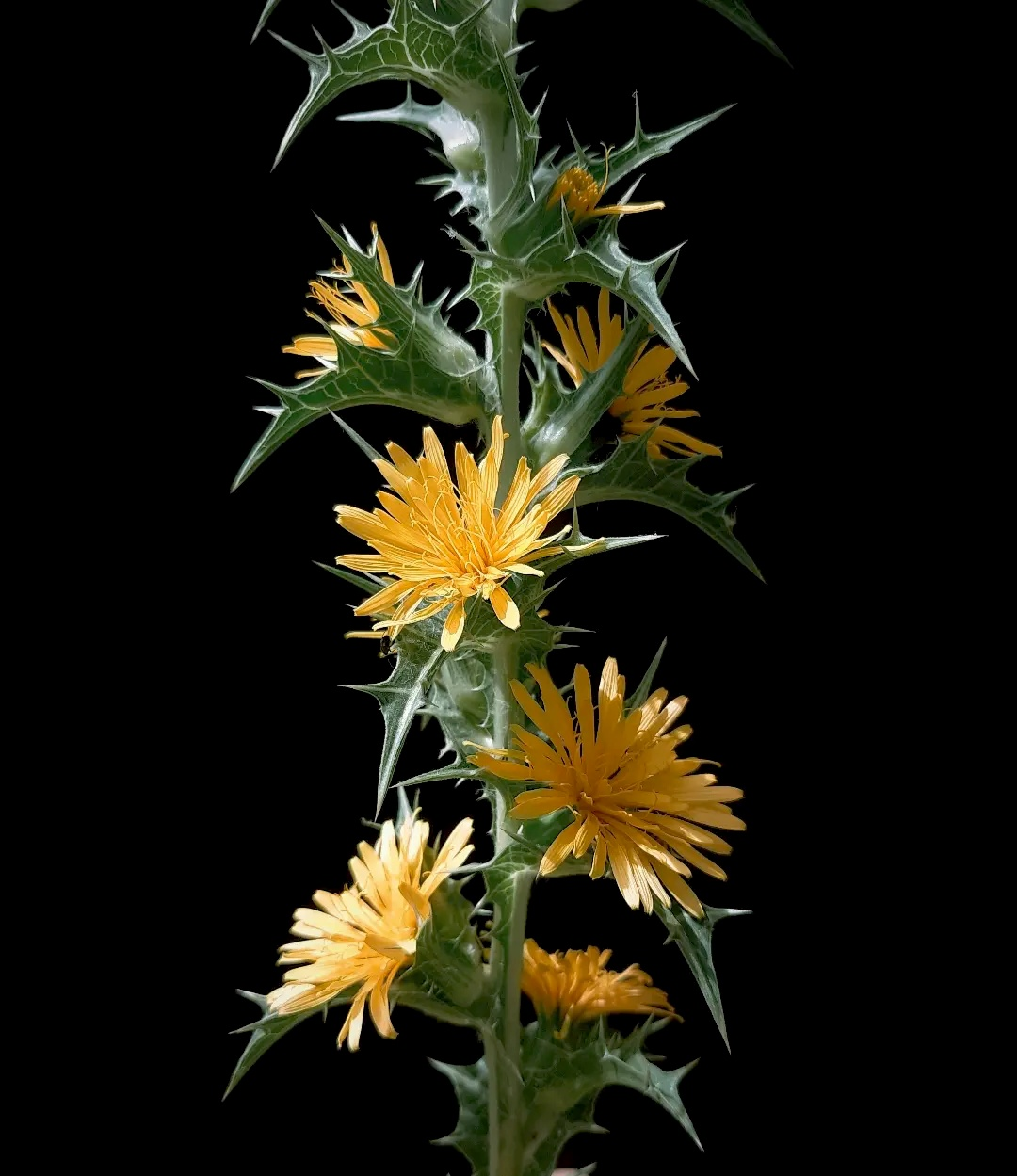
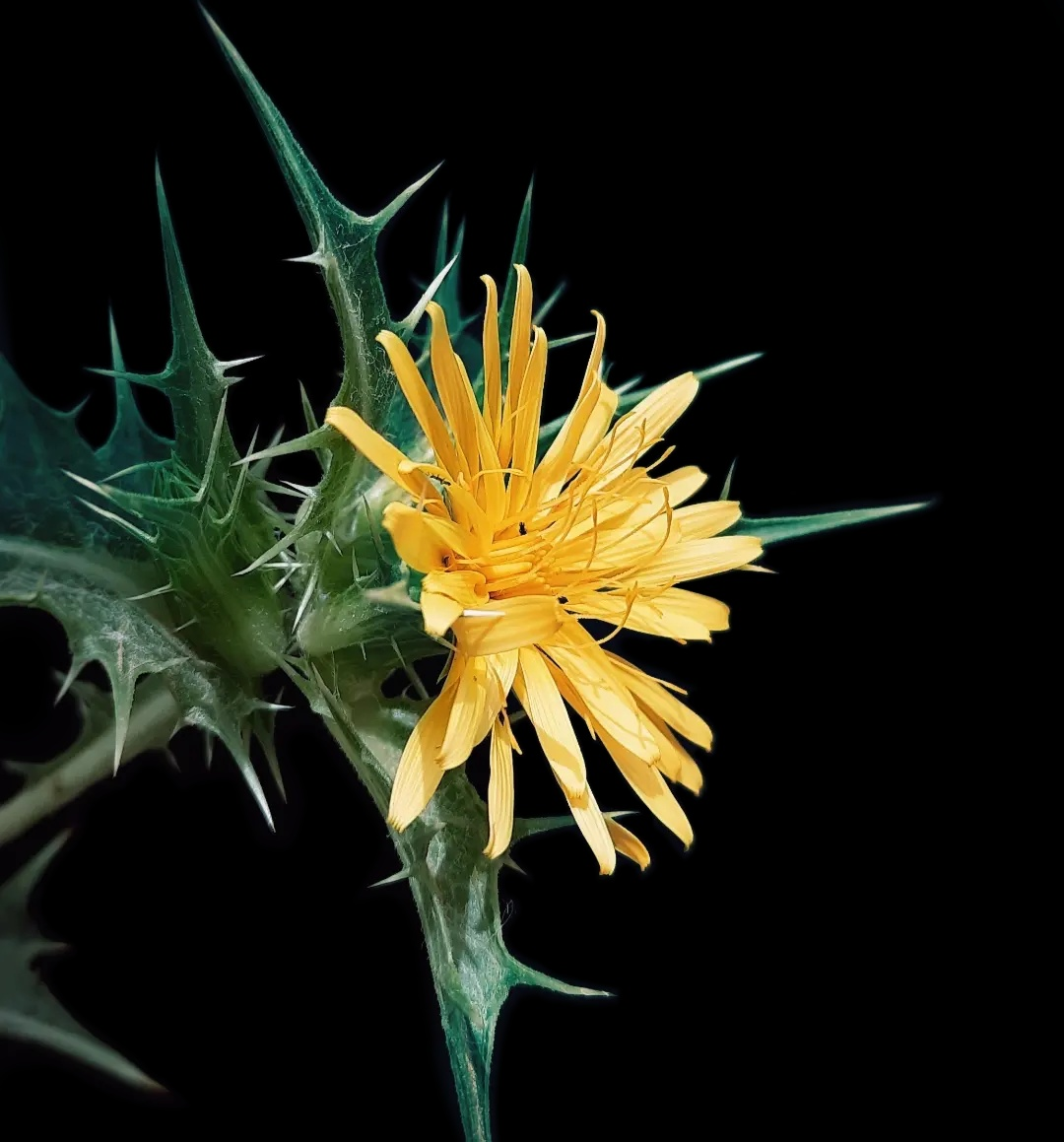
زهرة نبتة السكوليمس